# Coccophagus proximus
Coccophagus proximus är en stekelart som beskrevs av Yasnosh 1966. Coccophagus proximus ingår i släktet Coccophagus och familjen växtlussteklar. Inga underarter finns listade i Catalogue of Life.